# دنجر کلوس گیمز
دنجر کلوس گیمز (به انگلیسی: Danger Close Games) (با نام قبلی دریم ورکس اینتراکتیو و الکترونیک آرتز لس آنجلس) سازنده بازی‌های ویدیویی آمریکایی مستقر در لس آنجلس بود. این شرکت در سال ۱۹۹۵ به عنوان سرمایه‌گذاری مشترک بین دریم ورکس و مایکروسافت با نام دریم ورکس اینتراکتیو تأسیس شد. در سال ۲۰۰۰ توسط الکترونیک آرتز خریداری شد و در سال ۲۰۰۰ به الکترونیک آرتز لس آنجلس تغییر نام یافت و در ۲۰۱۰ به دنجر کلوس گیمز تغییر نام داد. تنها مسئولیت دنجر کلوس پس از سال ۲۰۱۰ توسعه بازی‌ها در فرنچایز مدال افتخار بود. هنگامی که این مجموعه در ژانویه ۲۰۱۳ به حالت تعلیق درآمد، دنجر کلوس گیمز تعطیل شد و برخی از کارکنان به دایس، یکی دیگر از شرکت‌های تابعه الکترونیک آرتز، منتقل شدند.